# Museo de Arte de Mazatlán
El Museo de Arte de Mazatlán se encuentra en el Centro Histórico de la ciudad y fue inaugurado en 1998. En la sala de exposición permanente se exhiben obras de artistas mexicanos de reconocimiento internacional y en sala temporal cada mes se exhibe una obra de los mejores escultores del país.

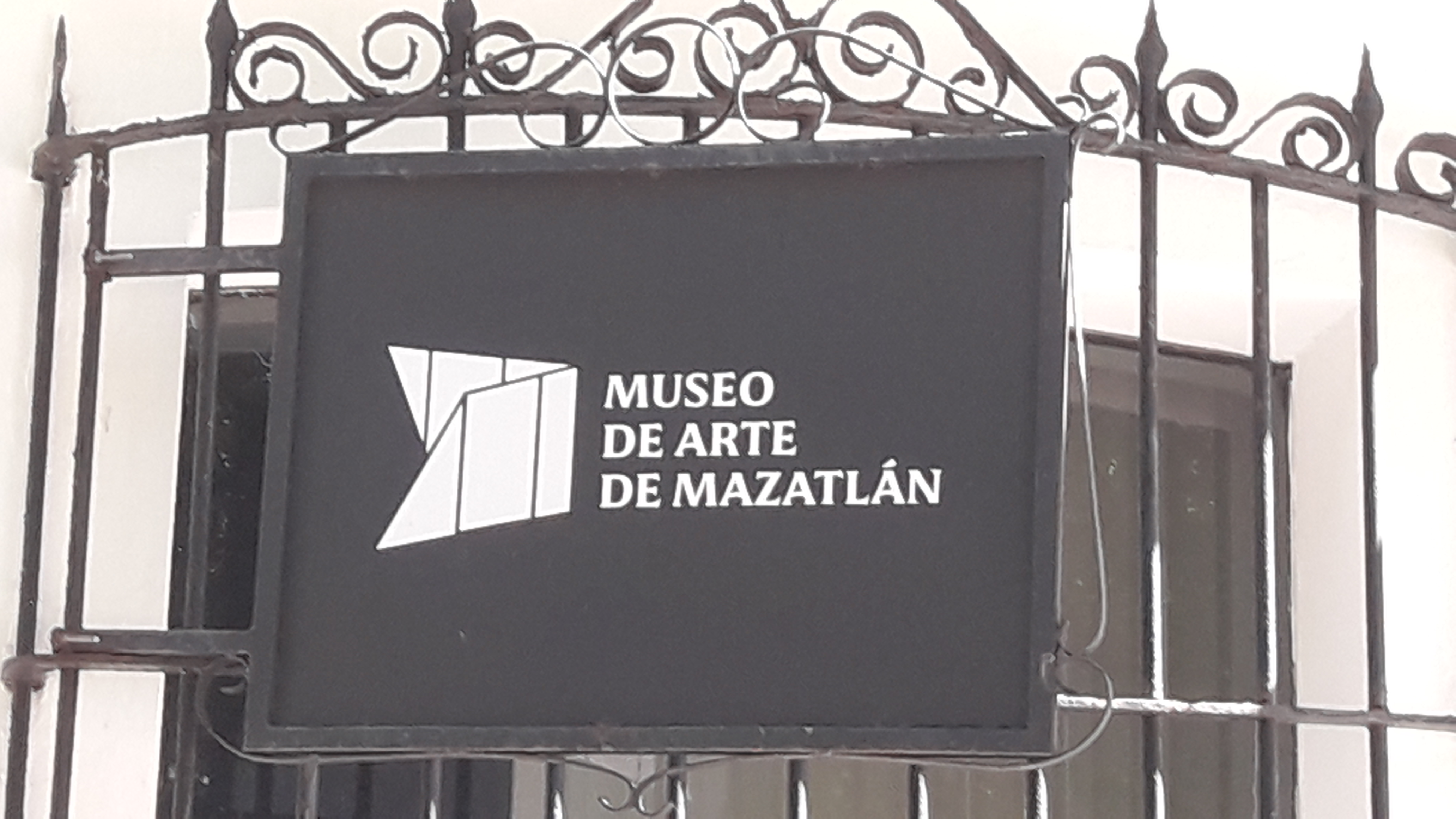
Museo de Arte de Mazatlán

## Historia
El edificio fue construido en 1898 por Pablo Hidalgo y albergó una exhibición de barcos. En la época de la revolución se usó como oficina de correos, luego como oficinas de migración y de transmisiones del ejército.
En 2023 el museo fue renovado.

## Ubicación
El museo se encuentra en la Calle Venustiano Carranza esquina con Sixto Osuna número 71 frente al Museo Arquealógica en el Centro Histórico de Mazatlán.